# 상승 시간
일렉트로닉스에서 전압 또는 전류의 계단 함수를 설명할 때, 상승 시간(영어: Rise time)은 신호가 지정된 낮은 값에서 지정된 높은 값으로 변경하는 데 걸리는 시간이다. 이 값들은 주어진 기준 값에 대한 비율 또는 동등하게 백분율로 표현될 수 있다. 아날로그 회로 및 디지털 회로에서 이러한 백분율은 일반적으로 출력 계단 높이의 10% 및 90%(또는 동등하게 0.1 및 0.9)이다. 하지만 다른 값들도 일반적으로 사용된다. 제어 이론 응용 분야에서, Levine (1996, 158쪽)에 따르면, 상승 시간은 "응답이 최종 값의 x%에서 y%로 상승하는 데 필요한 시간"으로 정의되며, 부족 감쇠 2차 시스템의 경우 0%에서 100%, 임계 감쇠의 경우 5%에서 95%, 과감쇠의 경우 10%에서 90% 상승 시간이 일반적이다.
마찬가지로, 하강 시간(펄스 감쇠 시간(pulse decay time)) {\displaystyle t_{f}}은 펄스의 진폭이 지정된 값(일반적으로 오버슈트 또는 언더슈트를 제외한 피크 값의 90%)에서 다른 지정된 값(일반적으로 오버슈트 또는 언더슈트를 제외한 최대 값의 10%)으로 감소(하강)하는 데 걸리는 시간이다. 하강 시간 제한을 지정할 때 언더슈트 및 진동(또한 링잉 및 헌팅으로 알려짐)에 대한 제한이 때때로 추가적으로 명시된다.
Orwiler (1969, 22쪽)에 따르면, "상승 시간"이라는 용어는 양의 또는 음의 계단 응답 모두에 적용되며, 표시된 음의 편차는 일반적으로 하강 시간이라고 불리더라도 그렇다.

## 개요
상승 시간은 고속 일렉트로닉스에서 기본적으로 중요한 아날로그 매개변수인데, 이는 빠른 입력 신호에 회로가 반응하는 능력을 측정하기 때문이다. 회로, 발생기, 데이터 측정 및 전송 장비의 상승 시간을 줄이기 위한 많은 노력이 있어왔다. 이러한 감소는 더 빠른 전자 장치에 대한 연구와 부유 회로 매개변수(주로 전기 용량 및 유도계수) 감소 기술에서 비롯되는 경향이 있다. 고속 일렉트로닉스 영역 밖의 응용 분야에서는 (현대 기술에 비해) 긴 상승 시간이 때때로 바람직하다. 예를 들어, 조명의 디밍은 더 긴 상승 시간으로 인해 전구 수명이 길어지거나, 아날로그 스위치를 통한 디지털 신호의 아날로그 신호 제어에서는 더 긴 상승 시간이 낮은 용량성 피드스루를 의미하며, 이는 제어되는 아날로그 신호 라인에 대한 잡음 커플링을 줄이는 결과를 낳는다.

### 상승 시간에 영향을 미치는 요인
주어진 시스템 출력의 상승 시간은 입력 신호의 상승 시간과 시스템의 특성 모두에 따라 달라진다.
예를 들어, 저항 회로의 상승 시간 값은 주로 부유 전기 용량 및 유도계수 때문이다. 모든 전기 회로는 전기저항뿐만 아니라 전기 용량 및 유도계수도 가지고 있기 때문에, 정상 상태에 도달할 때까지 부하에서 전압 및 전류의 지연이 분명하다. 순수 RC 회로에서 출력 상승 시간(10%에서 90%)은 대략 2.2 RC와 같다.

### 대체 정의
Federal Standard 1037C (1997, p. R-22) 및 Levine (1996, 158쪽)에 의해 주어진 약간 일반화된 정의 외에 다른 상승 시간 정의가 때때로 사용된다. 이러한 대체 정의는 고려되는 기준 수준뿐만 아니라 표준과도 다르다. 예를 들어, 계단 함수 응답의 50% 지점을 통과하는 접선이 그어진 절편 지점에 그래픽으로 해당하는 시간 간격이 때때로 사용된다. Elmore (1948, 57쪽)에 의해 소개된 또 다른 정의는 통계학 및 확률론의 개념을 사용한다. 계단 응답 V(t)를 고려하여, 그는 지연 시간 tD를 그 미분 V′(t)의 첫 번째 모멘트로 재정의한다. 즉,
{\displaystyle t_{D}={\frac {\int _{0}^{+\infty }tV^{\prime }(t)\mathrm {d} t}{\int _{0}^{+\infty }V^{\prime }(t)\mathrm {d} t}}.}
마지막으로, 그는 두 번째 모멘트를 사용하여 상승 시간 tr을 정의한다.
{\displaystyle t_{r}^{2}={\frac {\int _{0}^{+\infty }(t-t_{D})^{2}V^{\prime }(t)\mathrm {d} t}{\int _{0}^{+\infty }V^{\prime }(t)\mathrm {d} t}}\quad \Longleftrightarrow \quad t_{r}={\sqrt {\frac {\int _{0}^{+\infty }(t-t_{D})^{2}V^{\prime }(t)\mathrm {d} t}{\int _{0}^{+\infty }V^{\prime }(t)\mathrm {d} t}}}}

## 모델 시스템의 상승 시간

### 표기법
분석에 필요한 모든 표기법과 가정은 여기에 나열되어 있다.
- Levine (1996, p. 158, 2011, 9-3 (313))에 따라, 우리는 x%를 백분율 낮은 값으로, y%를 상승 시간을 추정하려는 신호의 기준 값에 대한 백분율 높은 값으로 정의한다.
- t1은 분석 중인 시스템의 출력이 정상 상태 값의 x%에 도달하는 시간이며, t2는 y%에 도달하는 시간으로, 둘 다 초 단위로 측정된다.
- tr은 분석된 시스템의 상승 시간으로, 초 단위로 측정된다. 정의에 따르면, {\displaystyle t_{r}=t_{2}-t_{1}.}
- fL은 분석된 시스템의 하한 차단 주파수(-3dB 지점)로, 헤르츠 단위로 측정된다.
- fH은 분석된 시스템의 상한 차단 주파수(-3dB 지점)로, 헤르츠 단위로 측정된다.
- h(t)는 시간 영역에서 분석된 시스템의 임펄스 응답이다.
- H(ω)는 주파수 영역에서 분석된 시스템의 주파수 응답이다.
- 대역폭은 {\displaystyle BW=f_{H}-f_{L}}로 정의되며, 하한 차단 주파수 fL이 일반적으로 상한 차단 주파수 fH보다 수십 배 낮으므로, {\displaystyle BW\cong f_{H}}이다.
- 여기에 분석된 모든 시스템은 0까지 확장되는 주파수 응답(저역 통과 시스템)을 가지므로, {\displaystyle f_{L}=0\,\Longleftrightarrow \,f_{H}=BW}이다.
- 간단하게 하기 위해, "상승 시간 계산의 간단한 예" 섹션에서 분석된 모든 시스템은 단위 이득 전기 회로이며, 모든 신호는 전압으로 간주된다. 입력은 V0 볼트의 계단 함수이며, 이는 다음을 의미한다. {\displaystyle {\frac {V(t_{1})}{V_{0}}}={\frac {x\%}{100}}\qquad {\frac {V(t_{2})}{V_{0}}}={\frac {y\%}{100}}}
- ζ는 감쇠비이며, ω0은 주어진 2차 시스템의 고유 주파수이다.

### 상승 시간 계산의 간단한 예
이 섹션의 목적은 몇 가지 간단한 시스템에 대한 계단 응답의 상승 시간을 계산하는 것이다.

#### 가우스 응답 시스템
다음 주파수 응답으로 특징지어지는 시스템은 가우스 응답을 가진다고 한다.
{\displaystyle |H(\omega )|=e^{-{\frac {\omega ^{2}}{\sigma ^{2}}}}}
여기서 σ > 0는 상수이며, 다음 관계에 의해 높은 차단 주파수와 관련된다.
{\displaystyle f_{H}={\frac {\sigma }{2\pi }}{\sqrt {{\frac {3}{20}}\ln 10}}\cong 0.0935\sigma .}
이러한 종류의 주파수 응답은 인과 필터에 의해 실현 불가능하지만, 그 유용성은 1차 저역 통과 필터의 직렬 연결 동작이 점근적으로 무한에 가까워질수록 이 시스템의 동작에 더 가깝게 접근한다는 사실에 있다. 해당 임펄스 응답은 표시된 주파수 응답의 역 푸리에 변환을 사용하여 계산할 수 있다.
{\displaystyle {\mathcal {F}}^{-1}\{H\}(t)=h(t)={\frac {1}{2\pi }}\int \limits _{-\infty }^{+\infty }{e^{-{\frac {\omega ^{2}}{\sigma ^{2}}}}e^{i\omega t}}d\omega ={\frac {\sigma }{2{\sqrt {\pi }}}}e^{-{\frac {1}{4}}\sigma ^{2}t^{2}}}
계단 응답의 정의를 직접 적용하면,
{\displaystyle V(t)=V_{0}{H*h}(t)={\frac {V_{0}}{\sqrt {\pi }}}\int \limits _{-\infty }^{\frac {\sigma t}{2}}e^{-\tau ^{2}}d\tau ={\frac {V_{0}}{2}}\left[1+\mathrm {erf} \left({\frac {\sigma t}{2}}\right)\right]\quad \Longleftrightarrow \quad {\frac {V(t)}{V_{0}}}={\frac {1}{2}}\left[1+\mathrm {erf} \left({\frac {\sigma t}{2}}\right)\right].}
시스템의 10%에서 90% 상승 시간을 결정하려면 다음 두 방정식을 시간에 대해 풀어야 한다.
{\displaystyle {\frac {V(t_{1})}{V_{0}}}=0.1={\frac {1}{2}}\left[1+\mathrm {erf} \left({\frac {\sigma t_{1}}{2}}\right)\right]\qquad {\frac {V(t_{2})}{V_{0}}}=0.9={\frac {1}{2}}\left[1+\mathrm {erf} \left({\frac {\sigma t_{2}}{2}}\right)\right],}
오차 함수의 알려진 속성을 사용하여 t = −t1 = t2 값이 발견된다. tr = t2 - t1 = 2t이므로,
{\displaystyle t_{r}={\frac {4}{\sigma }}{\operatorname {erf} ^{-1}(0.8)}\cong {\frac {0.3394}{f_{H}}},}
그리고 마지막으로
{\displaystyle t_{r}\cong {\frac {0.34}{BW}}\quad \Longleftrightarrow \quad BW\cdot t_{r}\cong 0.34.}

#### 단일 단계 저역 통과 RC 네트워크
단순한 단일 단계 저역 통과 RC 회로의 경우, 10%에서 90%까지의 상승 시간은 네트워크 시간 상수 τ = RC에 비례한다.
{\displaystyle t_{r}\cong 2.197\tau }
비례 상수는 V0 진폭의 단위 계단 함수 입력 신호에 대한 네트워크의 계단 응답에 대한 지식으로부터 도출될 수 있다.
{\displaystyle V(t)=V_{0}\left(1-e^{-{\frac {t}{\tau }}}\right)}
시간에 대해 풀면
{\displaystyle {\frac {V(t)}{V_{0}}}=\left(1-e^{-{\frac {t}{\tau }}}\right)\quad \Longleftrightarrow \quad {\frac {V(t)}{V_{0}}}-1=-e^{-{\frac {t}{\tau }}}\quad \Longleftrightarrow \quad 1-{\frac {V(t)}{V_{0}}}=e^{-{\frac {t}{\tau }}},}
그리고 마지막으로,
{\displaystyle \ln \left(1-{\frac {V(t)}{V_{0}}}\right)=-{\frac {t}{\tau }}\quad \Longleftrightarrow \quad t=-\tau \;\ln \left(1-{\frac {V(t)}{V_{0}}}\right)}
t1 및 t2는 다음과 같으므로
{\displaystyle {\frac {V(t_{1})}{V_{0}}}=0.1\qquad {\frac {V(t_{2})}{V_{0}}}=0.9,}
이 방정식들을 풀면 t1 및 t2에 대한 해석적 표현을 찾을 수 있다.
{\displaystyle t_{1}=-\tau \;\ln \left(1-0.1\right)=-\tau \;\ln \left(0.9\right)=-\tau \;\ln \left({\frac {9}{10}}\right)=\tau \;\ln \left({\frac {10}{9}}\right)=\tau ({\ln 10}-{\ln 9})}
{\displaystyle t_{2}=\tau \ln {10}}
따라서 상승 시간은 시간 상수에 비례한다.
{\displaystyle t_{r}=t_{2}-t_{1}=\tau \cdot \ln 9\cong \tau \cdot 2.197}
이제, 다음을 주목하면
{\displaystyle \tau =RC={\frac {1}{2\pi f_{H}}},}
그러면
{\displaystyle t_{r}={\frac {2\ln 3}{2\pi f_{H}}}={\frac {\ln 3}{\pi f_{H}}}\cong {\frac {0.349}{f_{H}}},}
그리고 고주파 차단 주파수는 대역폭과 같으므로,
{\displaystyle t_{r}\cong {\frac {0.35}{BW}}\quad \Longleftrightarrow \quad BW\cdot t_{r}\cong 0.35.}
마지막으로, 20%에서 80% 상승 시간을 고려하는 경우, tr은 다음과 같이 된다는 점을 참고하라.
{\displaystyle t_{r}=\tau \cdot \ln {\frac {8}{2}}=(2\ln 2)\tau \cong 1.386\tau \quad \Longleftrightarrow \quad t_{r}={\frac {\ln 2}{\pi BW}}\cong {\frac {0.22}{BW}}}

#### 단일 단계 저역 통과 LR 네트워크
단순한 단일 단계 저역 통과 RL 네트워크의 경우에도 10%에서 90%까지의 상승 시간은 네트워크 시간 상수 τ = L⁄R에 비례한다. 이 주장의 형식적인 증명은 이전 섹션에 표시된 대로 정확히 진행된다. 상승 시간에 대한 최종 표현식의 유일한 차이점은 두 가지 다른 회로의 시간 상수 τ에 대한 표현식의 차이로 인해 발생하며, 이 경우 다음 결과로 이어진다.
{\displaystyle t_{r}=\tau \cdot \ln 9={\frac {L}{R}}\cdot \ln 9\cong {\frac {L}{R}}\cdot 2.197}

### 감쇠 2차 시스템의 상승 시간
Levine (1996, 158쪽)에 따르면, 제어 이론에서 사용되는 부족 감쇠 시스템의 경우 상승 시간은 일반적으로 파형이 최종 값의 0%에서 100%까지 도달하는 시간으로 정의된다. 이에 따라 부족 감쇠 2차 시스템의 0%에서 100%까지의 상승 시간은 다음과 같은 형태를 가진다.
{\displaystyle t_{r}\cdot \omega _{0}={\frac {1}{\sqrt {1-\zeta ^{2}}}}\left[\pi -\tan ^{-1}\left({\frac {\sqrt {1-\zeta ^{2}}}{\zeta }}\right)\right]}
2차 시스템의 정규화된 상승 시간에 대한 이차 근삿값은 계단 응답, 영점 없음:
{\displaystyle t_{r}\cdot \omega _{0}=2.230\zeta ^{2}-0.078\zeta +1.12}
여기서 ζ는 감쇠비이고 ω0는 네트워크의 고유 주파수이다.

### 연속 연결된 블록의 상승 시간
n개의 비상호작용 블록으로 구성된 시스템을 고려해보자. 각 블록은 상승 시간 tri (i = 1,…,n)을 가지며, 계단 응답에 오버슈트가 없다. 또한 첫 번째 블록의 입력 신호는 trS 값을 가진 상승 시간을 가진다고 가정한다. 그러면 그 출력 신호의 상승 시간 tr0는 다음과 같다.
{\displaystyle t_{r_{O}}={\sqrt {t_{r_{S}}^{2}+t_{r_{1}}^{2}+\dots +t_{r_{n}}^{2}}}}
Valley & Wallman (1948, 77–78쪽)에 따르면, 이 결과는 중심 극한 정리의 결과이며 Wallman (1950)에 의해 증명되었다. 그러나 문제에 대한 상세한 분석은 Petitt & McWhorter (1961, §4–9, pp. 107–115)에 제시되어 있으며, 그는 또한 Elmore (1948)를 이전 공식을 다소 엄격한 근거로 처음 증명한 사람으로 인정한다.

## 같이 보기
- 주파수 응답
- 임펄스 응답
- 계단 응답
- 정착 시간

## 내용주
1. ↑  “rise time”, 《Federal Standard 1037C》, 1996년 8월 7일
2. ↑  예를 들어, (Cherry & Hooper 1968, p.6 and p.306), (Millman & Taub 1965, 44쪽) 및 (Nise 2011, 167쪽) 참조.
3. ↑  예를 들어, Levine (1996, 158쪽), (Ogata 2010, 170쪽) 및 (Valley & Wallman 1948, 72쪽) 참조.
4. ↑  예를 들어, (Cherry & Hooper 1968, p. 6 and p. 306), (Millman & Taub 1965, 44쪽) 및 (Valley & Wallman 1948, 72쪽) 참조.
5. ↑  예를 들어, Valley & Wallman (1948, p. 72, footnote 1)은 "일부 응용 분야에서는 5%에서 95% 지점 또는 1%에서 99% 지점 사이의 상승 시간을 측정하는 것이 바람직하다"고 명시한다.
6. 1 2  정확히는 Levine (1996, 158쪽)은 "상승 시간은 응답이 최종 값의 x%에서 y%로 상승하는 데 필요한 시간이다. 과감쇠 2차 시스템의 경우 0%에서 100% 상승 시간이 일반적으로 사용되며, 부족 감쇠 시스템의 경우 (...) 10%에서 90% 상승 시간이 일반적으로 사용된다"고 명시한다. 그러나 과감쇠 2차 제어 시스템의 0%~100% 상승 시간은 RC 회로와 유사하게 무한대이므로 이 진술은 부정확하다. 이 진술은 (Levine 2011, 9-3 (313)쪽) 책의 2판에서도 반복된다.
7. ↑  Orwiler (1969, 22쪽)에 다시 따르면.
8. ↑  Valley & Wallman (1948, 72쪽)에 따르면, "직사각형 펄스 또는 계단 함수의 선행 에지 재현의 가장 중요한 특성은 일반적으로 10%에서 90%까지 측정되는 상승 시간과 '오버슈트'이다." 그리고 Cherry & Hooper (1968, 306쪽)에 따르면, "앰프의 구형파 응답에서 가장 중요한 두 가지 매개변수는 상승 시간과 기울기 백분율이다."
9. ↑  (Orwiler 1969, 27–29쪽) 및 "연속 연결된 블록의 상승 시간" 섹션 참조.
10. ↑  예를 들어, (Valley & Wallman 1948, 73쪽), (Orwiler 1969, p. 22 and p. 30) 또는 "단일 단계 저역 통과 RC 네트워크" 섹션 참조.
11. ↑  (Valley & Wallman 1948, p. 72, footnote 1) 및 (Elmore 1948, 56쪽) 참조.
12. ↑  (Valley & Wallman 1948, p. 72, footnote 1) 및 (Elmore 1948, p. 56 and p. 57, fig. 2a) 참조.
13. ↑  (Petitt & McWhorter 1961, 109–111쪽)도 참조.
14. ↑  (Valley & Wallman 1948, 724쪽) 및 (Petitt & McWhorter 1961, 122쪽) 참조.
15. ↑  페일리-위너 기준에 의해: 예를 들어 (Valley & Wallman 1948, p. 721 and p. 724) 참조. Petitt & McWhorter (1961, 122쪽)도 이 사실을 간략하게 상기시킨다.
16. ↑  (Valley, Wallman & 19948, 724쪽), (Petitt & McWhorter 1961, p. 111, including footnote 1, and p.) 및 (Orwiler 1969, 30쪽) 참조.
17. 1 2  (Orwiler 1969, 30쪽)와 비교.
18. ↑  "단일 폴 필터"라고도 불린다. (Cherry & Hooper 1968, 639쪽) 참조.
19. ↑  (Valley & Wallman 1948, p. 72, formula (2)), (Cherry & Hooper 1968, p. 639, formula (13.3)) 또는 (Orwiler 1969, p. 22 and p. 30)와 비교.
20. ↑  "시간 상수" 항목의 "시간 상수와 대역폭의 관계" 섹션에서 이 관계의 형식적 증명을 참조.
21. ↑  (Ogata 2010, 171쪽) 참조.
22. ↑  "S"는 "소스"를 의미하며, 전류원 또는 전압원으로 이해된다.
23. ↑  이 아름다운 한 페이지짜리 논문에는 어떤 계산도 포함되어 있지 않다. 헨리 월먼은 단순히 일렉트로닉스 공학과 확률론의 개념을 병렬로 나열한 "사전"이라는 표를 만들었다. 이 과정의 핵심은 라플라스 변환을 사용하는 것이다. 그런 다음 그는 "사전"에 의해 확립된 개념의 대응 관계를 따라, 블록 캐스케이드의 계단 응답이 중심 극한 정리에 해당하며 다음과 같이 명시한다. "이는 중요한 실제적 결과를 가져온다. 그 중 하나는 네트워크에 오버슈트가 없으면 응답 시간이 캐스케이딩 시 급격히 증가한다는 것이다. 즉, 캐스케이드 네트워크 수의 제곱근에 비례하여 증가한다."(Wallman 1950, 91쪽).
24. ↑  (Cherry & Hooper 1968, 656쪽) 및 (Orwiler 1969, 27–28쪽)도 참조.
25. ↑  (Cherry & Hooper 1968, 656쪽)에 인용됨.
26. ↑  (Petitt & McWhorter 1961, 109쪽) 참조.